# بحيرة بلوران
بحيرة بلوران تقع في قلب جبال اللاذقية في سوريا، وتحيط بها طبيعة خلابة ساحرة، والجبال المكسوة بالغابات والمناظر البديعة رائعة الجمال. تقع البحيرة على سد السادس من تشرين وتبعد عن مدينة اللاذقية حوالي 25 كم وهي منطقة سياحية جميلة بها عدد من الاستراحات والمطاعم والموتيلات. تقع على الطريق بين اللاذقية و كسب.